# Daniel Palau Valero
Daniel Palau Valero (Barcellona, 7 dicembre 1972) è un vescovo cattolico spagnolo, dal 21 maggio 2025 vescovo di Lleida.

## Biografia
Daniel Palau Valero è nato a Barcellona il 17 dicembre 1972 da Pedro Palau e "Pepita" Valero.

### Formazione e ministero sacerdotale
Nel 1995 ha conseguito la laurea in geografia e storia, con specializzazione in storia dell'arte, presso l'Università di Barcellona. Ha inoltre studiato pianoforte come privato presso il Conservatori Superior de Música del Liceu della stessa città.
Nel 1996 è entrato nel seminario conciliare di Barcellona dove ha completato gli studi ecclesiastici.
Dopo l'ordinazione a diacono ha prestato servizio nella parrocchia di Sant'Antonio Abate a Vilanova i la Geltrú. Il 23 novembre 2003 è stato ordinato presbitero per l'arcidiocesi di Barcellona nella cattedrale arcidiocesana dal cardinale Ricardo María Carles Gordó, arcivescovo di Barcellona. Il 15 giugno 2004 papa Giovanni Paolo II ha eretto la diocesi di Sant Feliu de Llobregat e Palau Valero si è incardinato in questa nuova circoscrizione ecclesiastica. Ha prestato servizio come vicario parrocchiale della parrocchia di Sant'Antonio Abate a Vilanova i la Geltrú dal 2003 al 2008. Nel 2006 ha ottenuto le lauree in filosofia presso l'Università Ramon Llull di Barcellona e in teologia dogmatica presso la Facoltà di Teologia della Catalogna nella stessa città. Nel 2008 è stato inviato a Roma per studi. Il 31 maggio 2013 ha conseguito il dottorato in teologia sistematica presso la Pontificia Università Gregoriana con una tesi intitolata "La Iglesia-Sacramento y los sacramentos de la iglesia: su relación, desde su fundamentación hasta sus consecuencias" avendo per relatore don Dario Vitali. Tornato in patria è stato rettore della parrocchia di Santa Maria e San Brizio a La Palma de Cervelló dal 2013 al 2015 e parroco delle parrocchie di Santa Maria e di Sant'Antonio Abate a Corbera de Llobregat.
In ambito accademico, è stato professore di ecclesiologia ed ecumenismo  e preside del Dipartimento di teologia sistematica della Facoltà di Teologia della Catalogna (Ateneo Universitario San Paciano) dal 2019 al 2023. Nel 2023 è stato nominato vice-decano e nel gennaio 2025 il cardinale Juan José Omella Omella lo ha nominato decano per il triennio 2024-2027. È stato anche vicerettore accademico dell'Ateneo Universitario San Paciano dal 26 luglio 2024 al 2025.
Ha diretto la cattedra di teologia pastorale "Arcivescovo Josep Pont i Gol". È stato direttore della rivista Quaderns de Pastoral (secondo periodo) della collana pastoral.doc dal 2016 al 2025 e membro del consiglio direttivo del Centro di pastorale liturgica di Barcellona dal 23 giugno 2020 al 2025.
È stato anche consigliere della Zona 9 del Movimento del Tempo Libero (MCECC), una federazione di centri di educazione al tempo libero presenti nelle diverse diocesi catalane e in quelle di Maiorca e Minorca, incaricato del ministero matrimoniale dell'arciprete di Sant Vicenç dels Horts e membro del consiglio presbiterale.

### Ministero episcopale
Il 21 maggio 2025 papa Leone XIV lo ha nominato vescovo di Lleida. Palau Valero è stato il primo vescovo spagnolo ad essere nominato dal nuovo pontefice. Il 13 luglio si è congedato dalla diocesi di Sant Feliu de Llobregat e dalla sua parrocchia con una messa celebrata nella chiesa di Santa Maria a Corbera de Llobregat. Ha ricevuto l'ordinazione episcopale il 19 luglio successivo nella cattedrale dell'Assunzione di Maria Vergine a Lleida dall'arcivescovo metropolita di Tarragona Joan Planellas i Barnosell, co-consacranti il cardinale Juan José Omella Omella, arcivescovo metropolita di Barcellona, e il vescovo emerito di Lleida Salvador Giménez Valls. Durante la stessa celebrazione ha preso possesso della diocesi. È stata la prima ordinazione episcopale celebrata in diocesi dopo quella di monsignor Ramón Malla Call nel 1968.
Come motto ha scelto le parole che Gesù rivolse ai suoi discepoli dopo la risurrezione: "Accipite Spiritum Sanctum" (Ricevete lo Spirito Santo), tratte dal versetto 20,22 del Vangelo secondo Giovanni.

## Attività intellettuale e pubblicazioni
Ha svolto un'intensa attività intellettuale nel campo della teologia pastorale e dell'educazione religiosa, partecipando a diversi convegni e sessioni di formazione.
È autore di numerosi articoli accademici e divulgativi, lavori collaborativi e recensioni. Tra i suoi lavori più notevoli si segnalano:
- Daniel Palau Valero e Ignasi Blanch, Biblia per a la mainada, Barcellona, Claret, 2008,  pp. 258, ISBN 978-8482979007. URL consultato il 24 luglio 2025.
- Daniel Palau Valero e Ignasi Blanch, Biblia para los niños, Barcellona, Claret, 2008,  pp. 258, ISBN 978-8498461619. URL consultato il 24 luglio 2025.
- Daniel Palau Valero, La Iglesia-Sacramento y los sacramentos de la iglesia: su relación, desde su fundamentación hasta sus consecuencias, collana Collectània Sant Pacià, Barcellona, Facultat de Teologia de Catalunya, 2014,  pp. 503, ISBN 978-8494163340. URL consultato il 24 luglio 2025.
- Daniel Palau Valero (a cura di), Re-crear camins d'experiència cristiana, collana CPL Libri, Barcellona, Centre de Pastoral Litúrgica Seminari de Teologia Pastoral, 2016,  pp. 262, ISBN 978-8498059489. URL consultato il 24 luglio 2025.
- Daniel Palau Valero, Elements configuradors de la reflexió teològica pastoral: la Càtedra de Teologia Pastoral Arquebisbe Josep Pont i Gol. Lliçó inaugural curs 2017/2018, Tarragona, Institut Superior de Ciències Religioses Sant Fructuós, Arquebisbat de Tarragona, 2017,  pp. 78. URL consultato il 24 luglio 2025.
- Daniel Palau Valero, Inteligencia pastoral. Ejes para una reflexión teológica, collana Pastoral.doc, Barcellona, Centre de Pastoral Litúrgica, 2018,  pp. 150, ISBN 978-8491651260. URL consultato il 24 luglio 2025.
- Daniel Palau Valero (a cura di), Francisco, pastor y teólogo. Actas del congreso "La aportación del Papa Francisco a la teología y a la pastoral de la Iglesia" (Barcelona, 12-14 de noviembre de 2019), collana GS, Boadilla del Monte, PPC Editorial y Distibuidora, 2020,  pp. 391, ISBN 978-8428836517. URL consultato il 24 luglio 2025.
- Daniel Palau Valero, Raíces de la teología pastoral. Herencia del Concilio Vaticano II, collana Collectània Sant Pacià, Barcellona, Ateneu Universitari Sant Pacià, Facultat de Teologia de Catalunya, 2022,  pp. 251, ISBN 978-8412499087. URL consultato il 24 luglio 2025.

## Genealogia episcopale
La genealogia episcopale è:
- Cardinale Scipione Rebiba
- Cardinale Giulio Antonio Santori
- Cardinale Girolamo Bernerio, O.P.
- Arcivescovo Galeazzo Sanvitale
- Cardinale Ludovico Ludovisi
- Cardinale Luigi Caetani
- Cardinale Ulderico Carpegna
- Cardinale Paluzzo Paluzzi Altieri degli Albertoni
- Papa Benedetto XIII
- Papa Benedetto XIV
- Papa Clemente XIII
- Cardinale Marcantonio Colonna
- Cardinale Giacinto Sigismondo Gerdil, B.
- Cardinale Giulio Maria della Somaglia
- Cardinale Carlo Odescalchi, S.I.
- Cardinale Costantino Patrizi Naro
- Cardinale Serafino Vannutelli
- Cardinale Domenico Serafini, Cong. Subl. O.S.B.
- Cardinale Pietro Fumasoni Biondi
- Cardinale Antonio Riberi
- Arcivescovo Gabino Díaz Merchán
- Arcivescovo Elías Yanes Álvarez
- Cardinale Juan José Omella
- Arcivescovo Joan Planellas i Barnosell
- Vescovo Daniel Palau Valero